# Inírida (miasto)
Inírida (również Puerto Inírida) – miasto i gmina we wschodniej Kolumbii, w departamencie Guainía. W 2010 roku miasto liczyło 12 145 mieszkańców.
Miasto położone jest nad rzeką Inírida, niedaleko jej ujścia na rzece Guaviare, około 30 km na zachód od granicy kolumbijsko-wenezuelskiej. 
Siedziba rzymskokatolickiego wikariatu apostolskiego Inírida.